# 我的警察先生
《我的警察先生》為日本漫畫家にやま的BL作品。出版社為シュークリーム，單行本發行至第二冊。中文電子版於2017年12月1日開始在亂搭租書網連載。中文單行版由尖端出版社發行。
獲得由ちるちる (chill chill)舉辦的BL AWARD  2018年度「最佳作品」第七名、2019年度「最佳BLCD」第11名、2020年度「最佳系列」第十名「最佳攻」第七名「最佳受」第十六名。2019年在電子漫畫大賞（日語：電子コミック大賞）和《抱歉我喜歡你》（日語：好きでごめん。）贏得BL部門賞。

## 劇情簡介
經營田島商店的前員警田島誠治，到40歲變成一名邋遢單身大叔。看著身邊的人不是結婚生子就是有交往對象，感慨的對熟識好友仲本說「我乾脆把對象換成男的算了！」卻沒想到仲本竟然直接親了上來，並跟自己說「與其找不認識的男人，不如選擇我吧。」

## 人物介紹
田島誠治（受，39歲，聲：新垣樽助）
前警察⇒雜貨店老闆。
本來只是在跟晉抱怨變成大叔還沒對象，卻被晉突如其來的告白弄得心神不寧。
初次與晉見面是在27歲，值勤巡邏時遇到打架又抽菸的晉、一臉防備心很強，正義使然特別關注他。
當初為了受傷留下的疤痕是自己保護了晉的證明而感到自豪。
兩人開始交往就面臨如果和晉上床自己的後花園一定會裂開的困擾。進展到兩人同居反而覺得害羞的傻瓜情侶。
仲本晉（攻，30歲，聲：古川慎）
原不良少年⇒警察。
似乎從很久以前就一直喜歡誠治，最近剛跟誠治告白，結束長達10年的單戀。
初次遇到誠治是在17歲，第一印象是熱血過了頭的麻煩警察，認識後發現對方完全是個態度隨便的大人，但和他相處很自在，逐漸開始有了讓自己變得更好的想法。
一直以為誠治辭去警察原因是當初保護自己頭部被鈍器打傷產生後遺症所致而感到愧疚。
兩人開始交往就面臨到底甚麼時候才能和誠治哥上床的困擾。進展到兩人同居反而覺得害羞的傻瓜情侶。
八木尚人（39歲，聲：山中真尋）
現與赤坂穩定交往中。與誠治是好友。
當時異性發展不順利時，被誠治一句 「不如找個男的試試吧！」，開始嘗試與同性交往。
兩人的戀愛故事收錄在《率真的你&做作的我》中。
赤坂徹（25歲，聲：寺島惇太）
誠治間接的搓合下與八木交往。性格開朗樂觀。
兩人的戀愛故事收錄在《率真的你&做作的我》中。
牧（35歲）
警察，負責文書處理，現為仲本的同事。
和田島是學長學弟關係，帶著粗框眼鏡，性格溫和。
第六感懷疑誠治與晉兩人似乎在交往。
MOTSU（53歲）
警察，年輕時曾是田島的上司，現為仲本的上司。
美千代
住在田島商店附近的婆婆。平時會組織鎮上的聯誼活動，對誠治很關照。
CHIKOTAN
田島養的貓。

## 單行本
| 卷數 | シュークリーム | シュークリーム | 尖端出版社    | 尖端出版社    |
| 卷數 | 出版日期       | ISBN           | 出版日期      | ISBN          |
| ---- | -------------- | -------------- | ------------- | ------------- |
| 1    | 2017年8月30日  | 9784801960336  | 2019年8月23日 | 9789571086590 |
| 2    | 2019年4月30日  | 9784801965980  |               |               |

## 電子版
| 卷數 | 亂搭租書網    | 亂搭租書網    |
| 卷數 | 出版日期      | ISBN          |
| ---- | ------------- | ------------- |
| 1    | 2017年8月30日 | 9789865362478 |
| 2    | 2019年6月7日  | 9789865367350 |
| 3    | 2020年9月8日  | 9789865477394 |

## 廣播劇BLCD
| 卷數 | Ginger Records | Ginger Records |
| 卷數 | 出版日期       | 品番           |
| ---- | -------------- | -------------- |
| 1    | 2018年6月22日  | GNG-1820       |
| 2    | 2020年1月31日  | GNG-2033       |

## 外部連結
- 中文電子書《我的警察先生》官方網站 （页面存档备份，存于）
- にやま官方推特 （页面存档备份，存于）（日語）
- BLCD《我的警察先生1》官方網站 （页面存档备份，存于）（日語）
- BLCD《我的警察先生2》官方網站 （页面存档备份，存于）（日語）